# Valentîn Sîlvestrov

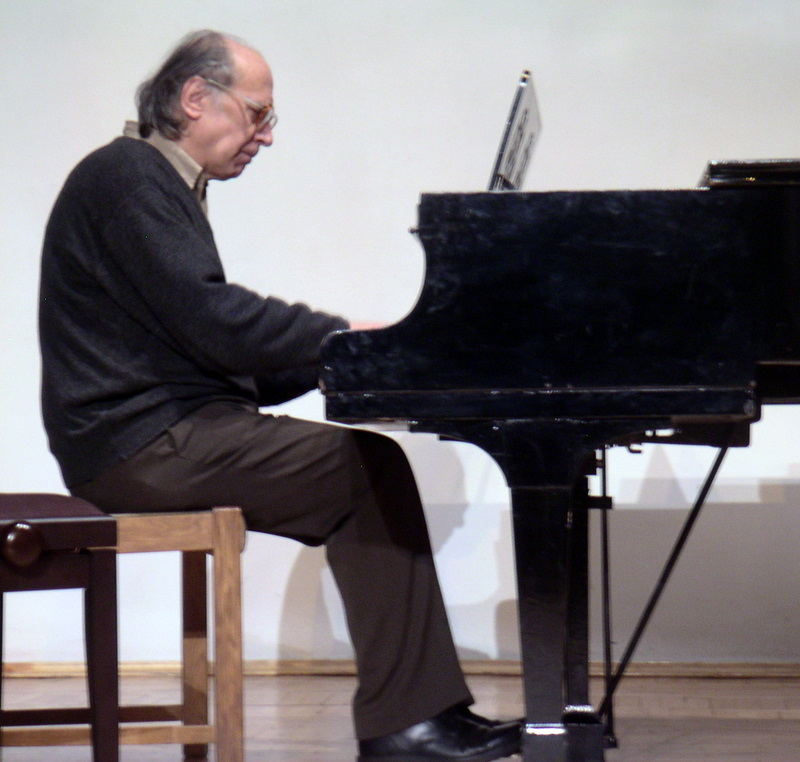
Valentin Silvestrov

Valentîn Vasiliovîci Sîlvestrov (în ucraineană Валентин Васильйович Сильвестров, născut la 30 septembrie 1937 la Kiev, în RSS Ucraineană, Uniunea Sovietică) este un pianist și compozitor ucrainean avangardist de muzică cultă contemporană.

## Studii
Sîlvestrov a început lecții private de muzică la vârsta de 15 ani. A fost student la Institutul de Construcții din Kiev (între 1955 – 1958) și a urmat în același timp și cursuri de pian la Școala Serală de Muzică din Kiev. În cele din urmă a optat în totalitate pentru studiile muzicale înscriindu-se la Conservatorul din Kiev (între 1958 - 1964). A studiat compoziția cu Borîs Leatoșînskîi și Armonie și contrapunct cu Levko Revuțkîi.

## Premii
- Premiul Internațional Koussevitzky (Washington, DC - 1967)
- Premiul întâi la concursul Gaudeamus (1970)
- Premiul de Stat Șevcenko acordat de Guvernul Republicii Ucraina (1995)

## Compoziții (selectiv)
- Piano Sonatina (1960, revised 1965)
- Quartetto Piccolo for string quartet (1961)
- Symphony No.1 (1963, revised 1974)
- Mysterium for alto flute and six percussion groups (1964)
- Spectra for chamber orchestra (1965)
- Monodia for piano and orchestra (1965)
- Symphony No.2 for flute, timpani, piano and string orchestra (1965)
- Symphony No.3 "Eschatophony" (1966)
- Poem to the Memory of Boris Lyatoshinsky for orchestra (1968)
- Drama for violin, cello, and piano (1970-1971)
- Meditation for cello and piano (1972)
- String Quartet No.1 (1974)
- Thirteen Estrades Songs (1973-1975)
- Quiet Songs (Silent Songs) after Pushkin, Lermontov, Keats, Yesenin, Shevtshenko, et al. for baritone and piano (1974-1975)
- Symphony No.4 for brass instruments and strings (1976)
- Kitsch-Music, cycle of five pieces for piano (1977)
- Forest Music after G. Aigi for soprano horn and piano (1977-1978)
- Postludium for violin solo (1981)
- Postludium for cello and piano (1982)
- Symphony No.5 (1980-1982)
- Ode to the Nightingale, cantata with text by John Keats for soprano and small orchestra (1983)
- Postludium for piano and orchestra (1984)
- String Quartet No.2 (1988)
- Widmung (Dedication), symphony for violin and orchestra (1990-1991)
- Metamusic, symphonic poem for piano and orchestra (1992)
- Symphony No.6 (1994-1995)
- The Messenger for synthesizer, piano and string orchestra (1996-1997)
- Requiem for Larissa for chorus and orchestra (1997-1999)
- Epitaph for piano and string orchestra (1999)
- Epitaph L.B. for viola (or cello) and piano (1999)
- Autumn Serenade for chamber orchestra (2000)
- Requiem (2000)
- Hymn 2001 (2001)
- Symphony No.7 (2002-2003)
- Lacrimosa for viola (or cello) solo (2004)
- Symphony No.8 (2007)
- 5 Sacred Songs for SATB choir had its world premiere in Ireland on 24 September 2009 (2008)
- 5 New Pieces for Violin and Piano had its world premiere in Ireland on 24 September 2009 (2009)